# Bob-Weltcup 1989/90
Der Bob-Weltcup 1989/90 begann am 10. November 1989 im erzgebirgischen Altenberg und endete nach insgesamt sieben Weltcuprennen Mitte März 1990 im kanadischen Calgary. Beim vierten Weltcup-Wettbewerb am Königssee wurde kurz vor Silvester 1989 nur eine Zweierbob-Entscheidung ausgetragen. Letztmals traten Athleten aus der DDR im Weltcup an, ein Umstand, den zu Beginn des Weltcups in Altenberg in der DDR noch niemand ahnen konnte.
Neben der Bob-Europameisterschaft in Igls, die zugleich mit dem Weltcup ausgetragen wurde, waren die Weltmeisterschaften im schweizerischen St. Moritz der Saisonhöhepunkt. Da es außer erstmals in Winterberg noch keine Preisgelder im Weltcup gab, entschieden die Bobteams und Nationaltrainer aus rein leistungstaktischen Gründen über die Teilnahme ihrer Spitzenteams an den Weltcup-Veranstaltungen. So lag bei dem Schweizer Spitzenfahrer Gustav Weder die Priorität eindeutig auf der EM und der WM, so dass er am letzten Wettbewerb in Übersee nicht mehr teilnahm. Bei den DDR-Teams spielte neben der leistungsmäßigen Priorisierung auch zunehmend die finanzielle Belastung eine Rolle, da die finanziellen Zuwendungen für den DDR-Leistungssport infolge der politischen Veränderungen im Lande von der Bevölkerung mehr und mehr in Frage gestellt worden. So lag auch bei den Teams um Wolfgang Hoppe und Harald Czudaj die Priorität vor allem auf den Weltmeisterschaften. Davon profitierte letztlich Christian Schebitz, der im Zweierbob eher überraschend Weltcupsieger wurde. Im Viererbob-Weltcup gab es mit Chris Lori den ersten kanadischen Weltcupgewinner, fast noch überraschender war aber der zweite Platz von Dietmar Falkenberg aus der DDR, der allerdings im Zuge der deutschen Wiedervereinigung in der Folgesaison wie auch Christian Schebitz im Gesamtdeutschen Team keine Rolle mehr spielte.

## Einzelergebnisse der Weltcupsaison 1989/90

### Weltcupkalender
| #  | Datum                            | Land           | Ort        | Wettkampfstätte                         | Anmerkungen     |
| -- | -------------------------------- | -------------- | ---------- | --------------------------------------- | --------------- |
| 1  | 10. November – 15. November 1989 | DDR            | Altenberg  | Rennschlitten- und Bobbahn Altenberg    |                 |
| 2  | 18. November – 22. November 1989 | BR Deutschland | Winterberg | Veltins-Eisarena                        |                 |
| 3  | 28. November – 3. Dezember 1989  | Jugoslawien    | Sarajevo   | Olympia Bob- und Rodelbahn Trebević     |                 |
| 4  | 30. Dezember 1989                | BR Deutschland | Königssee  | Kunsteisbahn Königssee                  | nur Zweierbob   |
| 5  | 23. Januar – 28. Januar 1990     | Österreich     | Igls       | Olympia Eiskanal Igls                   | gleichzeitig EM |
| WM | 2. Februar – 16. Februar 1990    | Schweiz        | St. Moritz | Olympia Bob Run St. Moritz–Celerina     |                 |
| 6  | 20. Februar – 25. Februar 1990   | Italien        | Cervinia   | Bobbahn Breuil-Cervinia                 |                 |
| 7  | 3. März – 11. März 1990          | Kanada         | Calgary    | Calgary’s WinSport Bobsleigh/Luge Track |                 |

### Weltcupergebnisse
| 1. Weltcup in Altenberg, 10. November 1989 – 15. November 1989 | 1. Weltcup in Altenberg, 10. November 1989 – 15. November 1989 | 1. Weltcup in Altenberg, 10. November 1989 – 15. November 1989 | 1. Weltcup in Altenberg, 10. November 1989 – 15. November 1989 | 1. Weltcup in Altenberg, 10. November 1989 – 15. November 1989 |
| -------------------------------------------------------------- | -------------------------------------------------------------- | -------------------------------------------------------------- | -------------------------------------------------------------- | -------------------------------------------------------------- |
| Disziplin                                                      | Erster Platz                                                   | Zweiter Platz                                                  | Dritter Platz                                                  |                                                                |
| Zweierbob                                                      | Wolfgang Hoppe Bogdan Musiol                                   | Christian Schebitz Leroy Hieber                                | Harald Czudaj Alexander Szelig                                 |                                                                |
| Viererbob                                                      | DDRWolfgang Hoppe Bogdan Musiol Ingo Voge René Hannemann       | DDRHarald Czudaj Tino Bonk Axel Jang Alexander Szelig          | ÖsterreichIngo Appelt Jürgen Mandl Gerhard Redl Hannes Conti   |                                                                |

| 2. Weltcup in Winterberg, 18. November 1989 – 22. November 1989 | 2. Weltcup in Winterberg, 18. November 1989 – 22. November 1989 | 2. Weltcup in Winterberg, 18. November 1989 – 22. November 1989 | 2. Weltcup in Winterberg, 18. November 1989 – 22. November 1989 | 2. Weltcup in Winterberg, 18. November 1989 – 22. November 1989 |
| --------------------------------------------------------------- | --------------------------------------------------------------- | --------------------------------------------------------------- | --------------------------------------------------------------- | --------------------------------------------------------------- |
| Disziplin                                                       | Erster Platz                                                    | Zweiter Platz                                                   | Dritter Platz                                                   |                                                                 |
| Zweierbob                                                       | Wolfgang Hoppe Bogdan Musiol                                    | Gustav Weder Bruno Gerber                                       | Harald Czudaj Alexander Szelig                                  |                                                                 |
| Viererbob                                                       | DDRHarald Czudaj Tino Bonk Axel Jang Alexander Szelig           | ÖsterreichPeter Kienast Thomas Schroll Gerhard Redl Franz Siegl | BR DeutschlandDirk Wiese Thorsten Wölm Oliver Rogge Olaf Hampel |                                                                 |

| 3. Weltcup in Sarajevo, 28. November 1989 – 3. Dezember 1989 | 3. Weltcup in Sarajevo, 28. November 1989 – 3. Dezember 1989       | 3. Weltcup in Sarajevo, 28. November 1989 – 3. Dezember 1989           | 3. Weltcup in Sarajevo, 28. November 1989 – 3. Dezember 1989    | 3. Weltcup in Sarajevo, 28. November 1989 – 3. Dezember 1989 |
| ------------------------------------------------------------ | ------------------------------------------------------------------ | ---------------------------------------------------------------------- | --------------------------------------------------------------- | ------------------------------------------------------------ |
| Disziplin                                                    | Erster Platz                                                       | Zweiter Platz                                                          | Dritter Platz                                                   |                                                              |
| Zweierbob                                                    | Christian Schebitz Klaus Schmuck                                   | Māris Poikāns Andrei Gorochow                                          | Dietmar Falkenberg Volker Schulz                                |                                                              |
| Viererbob                                                    | DDRDietmar Falkenberg Volker Schulz Ludwig Gautsch-Jahn Axel Weber | SowjetunionMāris Poikāns Ottomars Richter Olafs Kļaviņš Juris Jaudzems | BR DeutschlandDirk Wiese Thorsten Wölm Oliver Rogge Olaf Hampel |                                                              |

| 4. Weltcup in Königssee, 30. Dezember 1989 | 4. Weltcup in Königssee, 30. Dezember 1989 | 4. Weltcup in Königssee, 30. Dezember 1989 | 4. Weltcup in Königssee, 30. Dezember 1989 | 4. Weltcup in Königssee, 30. Dezember 1989 |
| ------------------------------------------ | ------------------------------------------ | ------------------------------------------ | ------------------------------------------ | ------------------------------------------ |
| Disziplin                                  | Erster Platz                               | Zweiter Platz                              | Dritter Platz                              |                                            |
| Zweierbob                                  | Wolfgang Hoppe Bogdan Musiol               | Gustav Weder Bruno Gerber                  | Rudi Lochner Markus Zimmermann             |                                            |
| Viererbob                                  | kein Wettbewerb                            | kein Wettbewerb                            | kein Wettbewerb                            |                                            |

| Europameisterschaften und 5. Weltcup in Igls, 23. Januar 1990 – 28. Januar 1990 | Europameisterschaften und 5. Weltcup in Igls, 23. Januar 1990 – 28. Januar 1990 | Europameisterschaften und 5. Weltcup in Igls, 23. Januar 1990 – 28. Januar 1990 | Europameisterschaften und 5. Weltcup in Igls, 23. Januar 1990 – 28. Januar 1990 | Europameisterschaften und 5. Weltcup in Igls, 23. Januar 1990 – 28. Januar 1990 |
| ------------------------------------------------------------------------------- | ------------------------------------------------------------------------------- | ------------------------------------------------------------------------------- | ------------------------------------------------------------------------------- | ------------------------------------------------------------------------------- |
| Disziplin                                                                       | Erster Platz                                                                    | Zweiter Platz                                                                   | Dritter Platz                                                                   |                                                                                 |
| Zweierbob                                                                       | Gustav Weder Curdin Morell                                                      | Zintis Ekmanis Juris Tone                                                       | Māris Poikāns Andrei Gorochow                                                   |                                                                                 |
| Viererbob                                                                       | ÖsterreichPeter Kienast Thomas Schroll Martin Riedl Hans Lindner                | ÖsterreichIngo Appelt Gerhard Redl Jürgen Mandl Harald Winkler                  | SchweizGustav Weder Bruno Gerber Lorenz Schindelholz Curdin Morell              |                                                                                 |

| Weltmeisterschaften in St. Moritz, 2. Februar 1990 – 16. Februar 1990 | Weltmeisterschaften in St. Moritz, 2. Februar 1990 – 16. Februar 1990 | Weltmeisterschaften in St. Moritz, 2. Februar 1990 – 16. Februar 1990 | Weltmeisterschaften in St. Moritz, 2. Februar 1990 – 16. Februar 1990 | Weltmeisterschaften in St. Moritz, 2. Februar 1990 – 16. Februar 1990 |
| --------------------------------------------------------------------- | --------------------------------------------------------------------- | --------------------------------------------------------------------- | --------------------------------------------------------------------- | --------------------------------------------------------------------- |
| Disziplin                                                             | Erster Platz                                                          | Zweiter Platz                                                         | Dritter Platz                                                         |                                                                       |
| Zweierbob                                                             | Gustav Weder Bruno Gerber                                             | Harald Czudaj Axel Jang                                               | Wolfgang Hoppe Bogdan Musiol                                          |                                                                       |
| Viererbob                                                             | SchweizGustav Weder Bruno Gerber Lorenz Schindelholz Curdin Morell    | DDRHarald Czudaj Tino Bonk Alexander Szelig Axel Jang                 | ÖsterreichIngo Appelt Gerhard Redl Jürgen Mandl Harald Winkler        |                                                                       |

| 6. Weltcup in Cervinia, 20. Februar 1990 – 25. Februar 1990 | 6. Weltcup in Cervinia, 20. Februar 1990 – 25. Februar 1990 | 6. Weltcup in Cervinia, 20. Februar 1990 – 25. Februar 1990 | 6. Weltcup in Cervinia, 20. Februar 1990 – 25. Februar 1990 | 6. Weltcup in Cervinia, 20. Februar 1990 – 25. Februar 1990 |
| ----------------------------------------------------------- | ----------------------------------------------------------- | ----------------------------------------------------------- | ----------------------------------------------------------- | ----------------------------------------------------------- |
| Disziplin                                                   | Erster Platz                                                | Zweiter Platz                                               | Dritter Platz                                               |                                                             |
| Zweierbob                                                   | Wolfgang Hoppe Bogdan Musiol                                | Jānis Ķipurs Wladimir Koslow                                | Sandis Prūsis Juris Tone                                    |                                                             |
| Viererbob                                                   | DDRWolfgang Hoppe Bogdan Musiol Ingo Voge René Hannemann    | KanadaChris Lori Ken LeBlanc John Graham Doug Currier       | DDRVolker Dietrich Bodo Ferl Frank Bartholomäus Mario Hoyer |                                                             |

| 7. Weltcup in Calgary, 3. März 1990 – 11. März 1990 | 7. Weltcup in Calgary, 3. März 1990 – 11. März 1990   | 7. Weltcup in Calgary, 3. März 1990 – 11. März 1990                 | 7. Weltcup in Calgary, 3. März 1990 – 11. März 1990                             | 7. Weltcup in Calgary, 3. März 1990 – 11. März 1990 |
| --------------------------------------------------- | ----------------------------------------------------- | ------------------------------------------------------------------- | ------------------------------------------------------------------------------- | --------------------------------------------------- |
| Disziplin                                           | Erster Platz                                          | Zweiter Platz                                                       | Dritter Platz                                                                   |                                                     |
| Zweierbob                                           | Günther Huber Michele Russo                           | Chris Lori Ken LeBlanc                                              | Christian Schebitz Klaus Schmuck                                                |                                                     |
| Viererbob                                           | KanadaChris Lori Ken LeBlanc John Graham Doug Currier | KanadaGreg Haydenluck Pat Akeson Peter Robertson-Stovel Dave Rivers | Vereinigte StaatenChuck Leonowicz Todd Snavely Brian Leturgez Christopher Green |                                                     |

## Weltcupstände

### Gesamtstand im Zweierbob der Männer
| Rang    | Bobpilot           | Land                   | Punkte |
| ------- | ------------------ | ---------------------- | ------ |
| 1.      | Christian Schebitz | BR Deutschland         | 162    |
| 2.      | Greg Haydenluck    | Kanada                 | 133    |
| 3.      | Māris Poikāns      | Sowjetunion            | 130    |
| 4.      | Wolfgang Hoppe     | DDR                    | 0120   |
| 4.      | Olafs Kļaviņš      | Sowjetunion            | 0120   |
| 6.      | Gustav Weder       | Schweiz                | 0115   |
| 7.      | Chris Lori         | Kanada                 | 0111   |
| 7.      | Pasquale Gesuito   | Italien                | 0111   |
| 9.      | Brian Shimer       | Vereinigte Staaten     | 0104   |
| 10.     | Dietmar Falkenberg | DDR                    | 095    |
| 11.     | Sandis Prūsis      | Sowjetunion            | 090    |
| 11.     | Ingo Appelt        | Österreich             | 090    |
| 13.     | Peter Hinz         | BR Deutschland         | 089    |
| 14.     | Nick Phipps        | Vereinigtes Königreich | 082    |
| 15.     | Nico Baracchi      | Schweiz                | 081    |
| Quelle: |                    |                        |        |

### Gesamtstand im Viererbob der Männer
| Rang    | Bobpilot           | Land               | Punkte |
| ------- | ------------------ | ------------------ | ------ |
| 1.      | Chris Lori         | Kanada             | 114    |
| 2.      | Māris Poikāns      | Sowjetunion        | 112    |
| 3.      | Dietmar Falkenberg | DDR                | 0105   |
| 4.      | Ivo Ferriani       | Italien            | 095    |
| 5.      | Wolfgang Hoppe     | DDR                | 084    |
| 6.      | Dirk Wiese         | BR Deutschland     | 082    |
| 7.      | Ingo Appelt        | Österreich         | 082    |
| 8.      | Peter Kienast      | Österreich         | 081    |
| 9.      | Sandis Prūsis      | Sowjetunion        | 081    |
| 10.     | Chuck Leonowicz    | Vereinigte Staaten | 081    |
| 11.     | Peter Hinz         | BR Deutschland     | 079    |
| 12.     | Greg Haydenluck    | Kanada             | 079    |
| 13.     | Pasquale Gesuito   | Italien            | 078    |
| 14.     | Christian Meili    | Schweiz            | 062    |
| 15.     | Brian Shimer       | Vereinigte Staaten | 060    |
| Quelle: |                    |                    |        |